# گیوم بوروناد
گیوم بوروناد (انگلیسی: Guillaume Boronad؛ زادهٔ ۵ مهٔ ۱۹۷۹) بازیکن فوتبال اهل فرانسه است.
از باشگاه‌هایی که در آن بازی کرده‌است می‌توان به باشگاه فوتبال پنافیل، باشگاه فوتبال بوردو، و باشگاه فوتبال کن اشاره کرد.